# Стиль одежды
Стиль одежды — определённая акцентированность ансамбля (костюма в широком смысле), продиктованная следующими признаками (или их совокупностью): возрастом, полом, профессией, социальным статусом, принадлежностью к субкультуре, личным вкусом человека, эпохой жизни общества, национальностью, религиозной принадлежностью, уместностью, функциональностью, образом жизни и индивидуальными особенностями. Акценты расставляются обычно при помощи аксессуаров, обуви, расцветки ткани, принтов, фурнитуры, деталей отделки и фактуры ткани, кроем модели одежды, комбинаторикой.
Стиль одежды является одним из основных элементов имиджа человека. В рамках одного из стилей иногда различают его разновидности — подстили или микростили.